# Louis-Luc Loiseau de Persuis
Louis-Luc Loiseau de Persuis (født 4. juli 1769 i Metz, død 20. december 1819 i Paris) var en fransk musiker.
Loiseau de Persuis var oprindelig violinlærer i Avignon, men kom 1787 til Paris, gjorde sig der bekendt som komponist af et oratorium og kom ind i den store operas orkester; i 1810 blev han chef for dette orkester og 1817 drektør for operaen, i hvilken egenskab han udfoldede 
en meget fortjenstfuld virksomhed. En tid lang var Loiseau de Persuis også lærer ved konservatoriet. Loiseau de Persuis har dels alene, dels i forening med andre, som Lesueur, skrevet en del operaer og balletter, men hans betydning som komponist var ikke stor.

## Eksterne henvisning
- Wikimedia Commons har flere filer relateret til Louis-Luc Loiseau de Persuis
- Værker og optrædener på CESAR (engelsk)
- Paul E. Bierley, William H. Rehrig: The heritage encyclopedia of band music : composers and their music, Westerville, Ohio: Integrity Press, 1991, ISBN 0-918048-08-7 (engelsk)
- Spire Pitou: The Paris opera. An encyclopedia of operas, ballets, composers, and performers; rococo and romantic, 1715-1815, Westport, Connecticut: Greenwood Press, 1985 (engelsk)
- Personmyndighed for Persuis på BnF (fransk)
- David Chaillou: Napoléon et l'Opéra : La politique sur la scène, 1810–1815, Paris: Éditions Fayard, 2004. s. 542, ISBN 978-2-213-61780-0 (fransk)
- Jean Gourret, André Chabaud (préf.): Ces hommes qui ont fait l’Opéra, Paris: Editions Albatros, 1984, s. 296 (fransk)
- Jean-Julien Barbé, René Delaunay: Dictionnaire des musiciens de la Moselle, Metz: Impr. du "Messin", 1929, s. 206 (fransk)
- Constant Pierre: Le Conservatoire national de musique et de déclamation, historiske dokumenter indsamlet eller restaureret af C. Pierre, Imprimerie nationale, Paris, 1900. s. 1031 (fransk)
- Françoise Lesure, Marie-Noëlle Collette, Joël-Marie Fauquet, Adélaïde de Place, Anne Randier, Nicole Wild: La musique à Paris en 1830-1831, Paris: Bibliothèque nationale, 1983, s. 418, ISBN 2-7177-1656-4 (fransk)
- Joachim Toeche-Mittler: Armeemärsche, 1. Teil - Eine historische Plauderei zwischen Regimentsmusiken und Trompeterkorps rund um die deutsche Marschmusik, 2. Auflage, Neckargmünd, Kurt Vowinckel Verlag, s. 213 (tysk)
- Joachim Toeche-Mittler: Armeemärsche, 2. Teil - Sammlung und Dokumentation, 2. udgave, Neckargmünd, Kurt Vowinckel Verlag, 1977, s. 161 (tysk)
- Joachim Toeche-Mittler: Armeemärsche, 3. Teil - die Geschichte unserer Marschmusik, 2. udgave, Neckargmünd, Kurt Vowinckel Verlag, 1977. (tysk)

1. ↑  Navnet er anført på engelsk og stammer fra Wikidata hvor navnet endnu ikke findes på dansk.